# Baiomys musculus
Baiomys musculus е вид гризач от семейство Мишкови (Muridae). Видът не е застрашен от изчезване.

## Разпространение
Разпространен е в Гватемала, Мексико, Никарагуа, Салвадор и Хондурас.

## Описание
На дължина достигат до 7,6 cm, а теглото им е около 9 g.
Популацията на вида е стабилна.